# Mwamanga
Mwamanga è una circoscrizione rurale (rural ward) della Tanzania situata nel distretto di Magu, regione di Mwanza. Conta una popolazione di 12 847 abitanti (censimento 2012).